# 化州
化州， 中国北宋时设置的州。
太平兴国五年（980年）改辩州为化州。开宝中，废陵罗县。罗州废，开宝五年（972年），吴川县来属。元丰时，户九千三百七十三。下辖两县：石龙县（今化州市）、吴川县。南宋初年，增石城县（今廉江市）。元至元十五年（1278年）为化州路。明洪武三年（1370年）为化州府。七年（1374年）十一月降为化州，以化州治石龙县省入。九年（1376年）四月降为化县。十四年（1381年）五月复为化州。下辖两县：吴川县、石城县。属高州府。1912年改为化县。